# Dancing Queen
Dancing Queen – piosenka szwedzkiego zespołu popowego ABBA.
Jako jedyna piosenka zespołu dotarła na 1. miejsce amerykańskiej listy przebojów Billboard Hot 100. Na brytyjskiej liście przebojów zajęła pierwsze miejsce jako jeden z dziewięciu utworów formacji.
Piosenka powstała w 1976, jej autorami są Benny Andersson, Björn Ulvaeus i Stig Anderson. Ukazała się na albumie Arrival i została wydana na singlu.
Utwór „Dancing Queen” został nagrany 4 sierpnia 1975 pod roboczym tytułem „Boogaloo”, o zupełnie innym tekście niż oryginał i nieco wolniejszym tempie. Nowa wersja piosenki została napisana jako prezent ślubny zespołu dla królowej Szwecji Sylwii z okazji jej ślubu z królem Karolem XVI Gustawem, a jej pierwsze wykonanie piosenki miało miejsce 18 czerwca 1976, na uroczystym występie w Kungliga Operan w Sztokholmie, w przeddzień ślubu królewskiej pary. Była to także jedna z ulubionych piosenek brytyjskiej królowej Elżbiety II. W Polsce utwór często tłumaczono jako „tańcząca królowa pszczół”.
W 2004 utwór został sklasyfikowany na 174. miejscu listy 500 utworów wszech czasów magazynu „Rolling Stone”.